# Motion-Design
Motion Design ('məʊʃn-dɪˈzaɪn, deutsch: „Bewegungs-Gestaltung“; auch Motion Graphics, Film Title Design oder Title Sequence genannt) ist die audiovisuelle Gestaltung von Bewegtbild durch Typografie und Grafik-Design und eine neue Dimension im Bereich des Grafik-Designs, die für jeden Künstler mit einem Computer immer mehr zugänglich wird. Motion Design ist eine Disziplin, in der Präsentationen, Eröffnungen von Filmen und Fernsehsendungen sowie Werbeinhalte mit Grafik-Design zusammenkommen und an Bewegung gewinnen. Natürlich gab es schon früher ein Design für das Fernsehen und Films, aber die Möglichkeiten der Desktop-Video- und Animationssoftware und -hardware sind schließlich eine zugängliche und wirklich neue Disziplin geworden, mit eigenen Stars und Erfolgsgeschichten, eigenen Prozessen und Kundenwünschen. Motion-Grafik-Design wird häufig in der Filmindustrie verwendet und hat auch im Content-Marketing und in der Werbung eine weite Verbreitung gefunden.

Motion Grafik

Motion-Grafik-Design ist ein aufstrebender Bereich, der sowohl Motion- als auch Grafikmedien kombiniert. Motion Media umfasst Disziplinen wie Animation, Film und Ton. Zu den grafischen Medien gehören Disziplinen wie Grafikdesign, Illustration, Fotografie und Malerei. Die bestimmende Qualität der Motion Media ist der Wandel, der sich im Laufe der Zeit vollzieht. Grafische Medienformen verändern sich nicht. Sie erscheinen statisch durch ein definiertes Ansichtsfenster. Da Veränderungen im Laufe der Zeit stattfinden, wird Motion Design oft als zeitbasierte Medien bezeichnet.
Ein Motion-Grafik-Designer kann eine Person sein, die im traditionellen Grafikdesign ausgebildet ist und gelernt hat, zusätzliche Elemente in ihr vorhandenes Designwissen zu integrieren. Motion-Grafik-Designer können jedoch auch aus der Film- oder Animationsindustrie kommen und auch Werkzeuge oder Ausbildung aus diesen Bereichen verwenden. Das am häufigsten verwendete und beliebteste Motion-Design-Programm ist Adobe After Effects.

## Umfang des Begriffs
Der Begriff „Motion Grafik“ war eine umständliche, stets pluralistische Konstruktion, die von Filmemachern und Sendern mit Wurzeln, die sich mindestens bis in die 1960er Jahre zurückverfolgen lassen, stark genutzt wurde. Obwohl der Begriff auch heute noch in Gebrauch ist, macht er rasch Platz für seinen intelligenteren und wichtigeren Nachfolger, das „Motion Design“. Diese einfache Änderung ist eine klein, aber sehr wirksam. Sie hat die Macht, die Kommunikationspraktiken in den verschiedenen Branchen für die kommenden Jahrzehnte leise zu verändern.
Der Begriff Motion Grafik wurde vom Motion-Grafik-Design abgeleitet und hat somit viele Gemeinsamkeiten mit der Disziplin Grafikdesign. Einer der ersten Fälle, in denen der Name verwendet wurde, war der amerikanische Animator John Whitney (1917–1995), der oft als Pionier der Computeranimation angesehen wird, als er 1960 sein Unternehmen Motion Graphics Incorporated gründete, um Fernsehwerbung und Titelsequenzen mit einem selbst entwickelten Computer zu produzieren. So gesehen geht es beim Motion-Grafik-Design um die Gestaltung von „Grafiken“, die im Zusammenhang mit bewegten Bildern verwendet werden. Ein hilfreiches Beispiel: die Gestaltung einer Mappe, die während der nächtlichen Nachrichten über die Schulter eines Nachrichtensprechers erscheint. Im Sprachgebrauch des Fernsehens ist die Mappe eine „Grafik“, eine Zusammensetzung von Elementen, die einem Live-Stream überlagert werden.

## Geschichte
Bereits in Filmen wie King Kong (1933) und Das Ding aus einer anderen Welt (1951) wurde Typografie im Bewegtbild als dramaturgisches Element eingesetzt. Wegbereiter für Motion Graphics als eigenständige Disziplin war neben Saul Bass der Experimentalfilmer John Whitney Sr., der in den 1950ern abstrakte Kurzfilme in der Tradition von Oskar Fischinger und Walter Ruttmann veröffentlichte und die technischen Grundlagen zur Erstellung solcher Animationen weiterentwickelte. Zur Vermarktung seiner Arbeiten für Werbung und Titelgestaltung gründete er 1960 das Unternehmen Motion Graphics Inc. und gilt somit auch als Namensgeber. Etwa zeitgleich verwendete Alfred Hitchcock Motion-Designs von Saul Bass für Vertigo – Aus dem Reich der Toten (1958) und Psycho (1960). Neben weiteren Arbeiten für Hitchcock wurde Bass auch von Otto Preminger und Billy Wilder regelmäßig verpflichtet und war so stilprägend für die Filmvorspänne der 1960er und 1970er Jahre. Ein weiterer Meilenstein waren die aufwändigen Titelsequenzen von Maurice Binder für die ersten James-Bond-Filme, die als eines der auffälligsten Erkennungszeichen der Filmserie auch von nachfolgenden Designern in ähnlichem Stil beibehalten wurden.
Im Laufe der 1990er Jahre ermöglichen die besseren technischen Möglichkeiten eine Weiterentwicklung des Motion-Designs (z. B. in True Lies (1994), Se7en (1995), Dead Man (1995) und Haunted Hill (1999)). Seit dem Sendestart von MTV entstanden ab Mitte der 1980er Jahre immer wieder neue experimentelle Clips, die von der Musikindustrie aufgegriffen und in Videoclips umgesetzt wurden.

### Beginn der Motion Design
Das bewegte Bild im Kino nimmt eine einzigartige Nische in der Geschichte der Kunst des zwanzigsten Jahrhunderts ein. Die Pioniere des Experimentalfilms der 1920er Jahre übten einen enormen Einfluss auf die nachfolgenden Generationen von Animatoren und Grafikdesignern aus. In der Filmindustrie etablierte sich mit der Entwicklung von Animationsfilm Titeln in den 1950er Jahren eine neue Form des Grafikdesigns, die als Motion Grafik bezeichnet wird.
Die erste Kredits für den Start von Motion Grafiks und Animation können nicht an eine bestimmte Person vergeben werden, da in den Anfängen so viele verschiedene Arten von Animationsprojekten gleichzeitig produziert wurden.

#### Marcel Duchamp (1887–1968)

Marcel Duchamp, Rotorelief No. 5 – Poisson Japonais (recto)

Marcel Duchamp hatte einen großen Einfluss auf die Kunst des 20. und 21. Jahrhunderts. Im Jahr 1926 drehte Duchamp zusammen mit Man Ray und Marc Allegret einen Experimentalfilm mit dem Titel „Anemic Cinema“. Als Teil von Duchamps Spinnarbeiten wurden Rotoreliefs (wirbelnde animierte Zeichnungen) auf flache Pappkreise gemalt und auf einem phonographischen Drehteller gesponnen. Wenn sich die Scheiben drehten, erschienen sie 3-dimensional.[Der Film zeigt die Rotoreliefs abwechselnd mit Spinning Wortspielen in französischer Sprache.]

#### Walter Ruttmann (1887–1941)
Ruttmann war ein deutscher Filmregisseur, der vor allem im Experimentalfilm arbeitete. Er begann seine Filmkarriere in den frühen 1920er Jahren mit den abstrakten Filmen Lichtspiel: Opus I (1921), dem ersten öffentlich gezeigten abstrakten Film, und Opus II (1923). Die Filme waren Experimente mit neuen Formen des filmischen Ausdrucks und zeigten Formen verschiedener Farben fließen hin und her und in und aus der Linse.

#### Saul Bass (1920–1996)

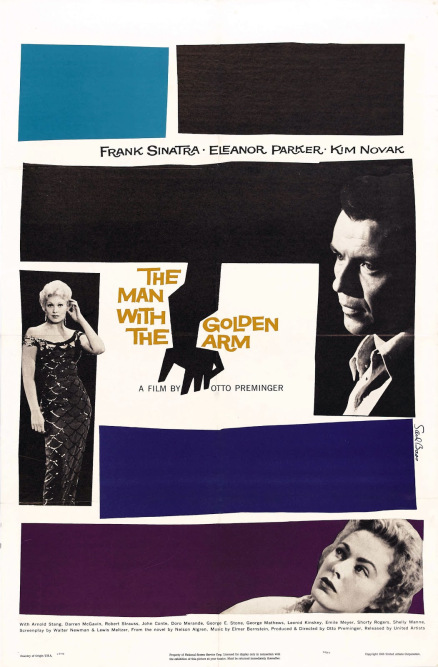
Titelsequenzen von The Man With The Golden Arm

Saul Bass ist ein großer Name auf dem Gebiet der Motion Grafik und ein wichtiger Pionier bei der Entwicklung von Titelsequenzen für Spielfilme. Obwohl er eine Karriere als Grafikdesigner hinter sich hat, ist es seine Arbeit an Filmtiteln und sein Plakat-Design, die ihn wirklich auszeichnen. Seine Designs waren simpel, aber sie vermittelten effektiv die Stimmung der Filme. Einige bemerkenswerte Titelsequenzen, die er schuf, waren für Filme wie The Man With The Golden Arm (1955), Psycho (1960), Carmen Jones (1954) und Casino (1995).

#### John Whitney (1917–1995)
John Whitney gilt als einer der Pioniere der Computeranimation. Im Jahr 1960 gründete er Motion Graphics, Inc. zur Erstellung von Film- und Fernsehtiteln durch seine Erfindung mechanischer analoger Computer. Eines seiner berühmtesten Werke war die animierte Titelsequenz aus Alfred Hitchcocks Film Vertigo aus dem Jahr 1958, die in Zusammenarbeit mit Saul Bass entstand und wirbelnde Grafiken zeigte, die von klein auf groß anwuchsen.

### Die Entwicklung des Motion  Designs

Höhlenmalereien

Motion-Grafik-Design hat ein eigenes Genre und kann mit Animation oder Film in Verbindung gebracht werden. Die Geschichte der Motion Grafik ist jedoch meist mit Film und Animation verbunden, da die Wurzeln dieser drei verschiedenen Künste alle auf den bewegten Bildern basieren. Im Bereich der Animation ist wahrscheinlich eine der berühmten Erklärungen für die frühe Bewegungsgestaltung die Theorie von Bob Thomas (1958), der glaubt, dass frühe Beispiele für Versuche, das Phänomen der Bewegung in einer stillen Zeichnung einzufangen, in paläolithischen Höhlenmalereien zu finden sind, in denen Tiere oft mit mehreren Beinen in überlagerten Positionen dargestellt werden, wobei eindeutig versucht wird, die Wahrnehmung von Bewegung zu vermitteln.
Die Anwendung der Fähigkeiten des Motion-Grafik-Design ist nicht nur im Animations- und Filmbereich begrenzt, sondern viele Fernsehsender haben eine Möglichkeit entwickelt, Motion-Grafik-Design zu nutzen, um einen einzigartigen visuellen Effekt für die Werbung der Marke oder einer Show zu erzielen. Eine allgemeine Anwendung besteht darin, dass Designer das Logo bestimmter Marken entwerfen oder umgestalten und dann die Fähigkeiten des Motion Design nutzen, um die grafische visuelle Bedeutung oder den visuellen Effekt dieser Marke zu verbessern. Im Laufe des Jahres 1950 schuf John Whitney die Titelsequenzen für die TV-Identität und die Werbespots unter Verwendung der technischen Animation.
Eine wichtige Verarbeitung von Logo Motion-Grafik-Design ist, dass in den späten 1960er Jahren hatte Harry Marks, der für ABC arbeitete, die Idee eines bewegten Logos und engagierte Douglas Trumbull, der die Spezialeffekte in dem Film 2001: A Space Odyssey (1968) als Pionier entwickelte, um ihn bei seinen Arbeiten zu unterstützen. Trumbull entwickelte die Slitscan-Kamera als eine Erweiterung der Arbeit von John Whitney. Die Slitscan Kamera wurde auf einer Schiene montiert und zu einem werkbeleuchteten Kunstwerk bewegt. Vor dem Kunstwerk begrenzte ein undurchsichtiger Bildschirm mit einem dünnen vertikalen Schlitz das Sichtfeld der Kamera auf einen engen horizontalen Winkel. Diese Methode macht die Verwendung der Kamera im Motion-Grafik-Design kompatibel.

## Produktionsmittel für Motion Grafik

### Zeichnung und Illustration
Die Produktion von Grafikanimationen hängt von der Zeit ab, in der sie erstellt werden. Saul Bass hätte die Grafiken für den Mann mit dem goldenen Arm am Computer erstellt, und er hätte für den Auftrag statt mehrerer Tage nur einige Stunden benötigt. Ein solcher Prozess, der Prozess der Erstellung von Motion Grafik mit dominanter Illustration, wird durch die Herstellung handgezeichneter Figuren dargestellt, die digital in eines der Vektorprogramme übertragen werden, wo ihre Konturen weiter bereinigt und vektorisiert werden. Danach werden die Zeichnungen einzeln in ein Programm übertragen, das die Zeitkomponente der Komposition steuert, und jedes Element, wie der Hintergrundwagen, Feuer wird einzeln animiert und in ein größeres Ganzes eingefügt. Nach der Fertigstellung der Animation von Figuren und anderen visuellen Elementen wird auch die Kamera animiert. Auf diese Weise erhalten wir den Effekt, uns durch den Raum zu bewegen.

### Fotografie
Es gibt eine Reihe von Methoden, mit denen überwiegend fotografisch bewegte Grafiken erstellt werden, angefangen bei Stop-Motion, wo bewegte Grafiken durch Fotografie im wörtlichen Sinne erzeugt werden, indem jede einzelne Bewegung (Veränderung) aufgenommen wird, bis hin zur Aufnahme mit der Videokamera und der Verwendung von Video als fotografisches Element. Auf diese Art von Motion Grafik mussten wir ziemlich lange warten, da sie eine große Speicherkapazität und Rechenleistung erforderten.
Unabhängig davon, ob es sich um eine Reihe von fotografischen Aufnahmen oder um ein digitales Video handelt, die Eingabe in den Computer bleibt die gleiche, und nachdem sie in die Software eingegeben wurde, die diese Art von Material verarbeitet, verhält sie sich wie ein Film, ein Video oder eine Animation. Das Verfahren erfordert wegen der Anzahl der Farben, der für den professionellen Einsatz erforderlichen Auflösung und der hohen Tonqualität einen großen Arbeitsspeicher des Computers.

### Typografie
In Motion Grafik wird die Typografie zu einer kinetischen Typografie, einem Bildschirmtext, der sich in gewisser Weise in Zeit und Raum bewegt oder transformiert. In den meisten Fällen sieht ein Wort nicht so aus wie die Idee, die es impliziert. Das Wort besitzt einen Klang (wenn es gesprochen wird) und eine physische Existenz (wenn es gesehen wird). Wenn das Wort gelesen wird, entsteht ein geistiges Bild. Eine solche Typografie bringt Elemente der Kommunikation (Emotionen und Ausdruck) mit sich, die bisher ausschließlich Film und Video vorbehalten waren (die sich in erster Linie mit der Bildwiedergabe befassen). Die Fähigkeit, Emotionen, komplexe Zeichenmerkmale und die Möglichkeit einer besseren visuellen Straffung der Aufmerksamkeit zu übertragen, trägt zu den von Natur aus starken kommunikativen Eigenschaften des Textes bei. Im Zusammenhang mit typografischen Sequenzen bewegter Schrift ist es wichtig, ein Verständnis dafür zu besitzen, wie die gelesenen Wörter interpretiert werden.

## Software für Motion Design
Physikalische Werkzeuge, die für das Design von Motion Grafik benötigt werden, sind ein ausreichend leistungsfähiger Computer, der mit Mehrkernprozessoren, einem großen Volumen an RAM und Grafikkarten (oft zwei), ebenfalls mit größerem RAM und einem neueren Chipsatz, ausgestattet ist. Für eine komfortablere Arbeitsumgebung ist es wünschenswert, mehrere Monitore an einen Computer angeschlossen zu haben. Die Daten werden eingegeben, indem Peripheriegeräte wie die digitale Videokamera, der Scanner oder die Fotokamera an den Computer angeschlossen und die Daten über einen der Standards wie USB oder FireWire übertragen werden.
Das vielleicht wichtigste Werkzeug ist Software, die in den letzten zehn Jahren exponentiell entwickelt wurde. Heute werden 3D-Figuren und Animationen mit Maya oder 3D Studio Max produziert, zusätzliche Effekte mit Adobe After Effects oder Apple Final Cut Pro, der Schnitt mit Adobe Premiere, die Produktion von Vektoranimationen mit Adobe Flash und die Vorproduktion von Bitmap-Grafiken mit Adobe Photoshop. Dies sind nur Beispiele für die am häufigsten verwendeten Programme. Ihre Gesamtzahl ist viel größer und wächst von Tag zu Tag, insbesondere mit der Stärkung der Open-Source-Gemeinschaft.

## Arten von Motion-Design-Projekten
Designorientierte Produktionsfirmen bedienen eine Reihe von kreativen Branchen wie Werbung, Unterhaltung, Film und digitale oder interaktive Medien. Zu den Arten von Motion-Design-Projekten gehören Werbespots, Filmtitel, Network Branding, Broadcast-Show-Pakete, Digital Signage, Projection Mapping, Videospielfilme, Web-Banner, User Experience Design und interaktives Motion Design. Es gibt auch einen aufstrebenden Markt für digitale Plattformen wie Instagram und Facebook. Zu den Motion-Design-Projekten weniger kommerzieller Art gehören Expositionsanimationen, visuelle Texte, poetische Bewegungen und Installationen der bildenden Kunst.

## Motion Design und weitere verwandte Disziplinen.
Motion Design braucht starke Designer, die Ideen konzipieren, einzigartige visuelle Stile schaffen und interessante Geschichten erzählen. Vor allem aber braucht Motion Design Menschen, die verstehen, wie man effektiv kommuniziert.

### Grafik-Design
Grafikdesigner werden darin trainiert, effektive visuelle Layouts zu erstellen, mit Typografie zu arbeiten und Botschaften klar zu kommunizieren. All diese Fähigkeiten gelten für Motion Design, und Design für Motion ist eine ausgezeichnete Einführung in die Branche. Grafikdesigner, die daran interessiert sind, ihre Arbeit in Bewegung zu bringen, können ihre Fähigkeiten direkt in Bewegung umsetzen.

### Illustration
Illustratoren sind sehr gut im Motion Design. Sie sind darauf trainiert, starke Kompositionen in einer Reihe von visuellen Ästhetiken zu schaffen. Sie sind der Inbegriff von Bildmachern der kreativen Welt. Illustratoren, die die Sprache des Bewegungsdesigns kennenlernen oder wissen, wie man sequenziell denkt, können in Design-orientierten Produktionen eine sehr kreative Rolle spielen.

### Sequentielle Kunst
Als Gestalter von Zeichnungen, Grafik Novels und handgezeichneten Storyboards denken Sequentielle Artist bereits über Bilder nach, die sich im Laufe der Zeit verändern. Sie verstehen das Erzählen von Geschichten und filmischen Veränderungen, die eine visuelle Erzählung interessant machen. Diese Fähigkeiten sind für das Design für Motion unerlässlich und können mit der digitalen Illustration kombiniert werden, um Stilrahmen und Design-Boards zu erstellen.

### Fotografie
Die Bilderzeugung wurzelt in der Rahmenkomposition. Fotografen sind darauf trainiert, starke Kompositionen durch das Objektiv einer Kamera zu sehen und einzufangen. Sie verstehen es, eine Szene durch ein Sichtfenster zu rahmen. Sie verfügen auch über ein starkes Fundament in Bezug auf Beleuchtung und Wert, was für jede Art der Bilderstellung von wesentlicher Bedeutung ist. Die Komposition von Live-Action oder Fotografie mit Designelementen ist eine gängige ästhetische Richtung für viele Motion-Design-Projekte. Fotografen, die an der Erforschung von Bewegung interessiert sind, finden viele Möglichkeiten, mit ihren Bildern zu arbeiten.

### Werbung
Die Werbeindustrie ist einer der wichtigsten Arbeitgeber für designorientierte Produktionsstudios. Werbetreibende arbeiten direkt mit den Kunden zusammen, um Strategien und große Bildideen für Marketingkampagnen zu formulieren. In der Werbung wird Motion Design für alles vom Prototyp bis zur Ausführung kommerzieller Projekte eingesetzt. Motion Design und Werbung ähneln sich, da beide dem Zweck dienen, kreativen Ideen eine Form zu geben. Ein Werbestudent oder -fachmann, der mehr praktische Erfahrungen sammeln möchte, kann Design für Motion in designorientierten Produktionen einsetzen.

### Animation
Motion Design ist eine Form der Animation. Die traditionelle Animation konzentriert sich jedoch eher auf die Charakterentwicklung und die literarische Erzählung. Motion Design konzentriert sich auf die Kunstrichtung und verwendet eine breite Palette von Designmitteln. Außerdem ist die traditionelle Animation typischerweise Langformat, während Motion Design-Projekte relativ kurz sind. Trotz dieser Unterschiede arbeiten Animatoren und Motion Designer in vielen designorientierten Produktionsstudios Seite an Seite. Animatoren, die in einer schnelllebigen Umgebung und an einer Vielzahl von Projekten arbeiten möchten, sind im Motion Design sehr gut.

### Kreatives Schreiben
Das Schreiben ist ein äußerst wichtiger Teil des Motion Designs. Die konzeptuelle und narrative Entwicklung ist auf das Schreiben angewiesen, um Ideen festzuhalten. Als zeitbasiertes Medium erzählt das Motion Design eine Erzählung oder Geschichte. Dieser Prozess erfordert die Fähigkeit, ein Drehbuch oder Treatment zu schreiben. Für Kommunikationszwecke ist es wichtig, dass ein Designer in der Lage ist, Beschreibungen über seine Arbeit zu schreiben. Viele designorientierte Studios beschäftigen Autoren, die beim Brainstorming von Projekten, der Vorbereitung von Präsentationen und der Entwicklung von Drehbüchern für größere Produktionen helfen.

### Visueller Effekt
Wie die Animation hat auch der visuelle Effekt Ähnlichkeiten mit dem Motion Design. Viele der gleichen Werkzeuge und Prinzipien werden in beiden Disziplinen angewandt. Die Hauptunterschiede bestehen darin, wie sie sich in den Produktionsablauf einfügen. Künstler für visuelle Effekte bringen eine unglaubliche Liebe zum Detail und die Beherrschung technischer Fähigkeiten mit. In der Filmindustrie neigen sie dazu, über einen längeren Zeitraum an bestimmten Aufnahmen für ein Projekt zu arbeiten. Motion Designer neigen dazu, an vielen Projekten zu arbeiten, und zwar in vielen verschiedenen Funktionen. Sie können für ein Projekt konzipieren und gestalten und dann als Animator oder Komponist an einem anderen Projekt arbeiten. Wie Animatoren arbeiten auch Visuelle Effekte-Künstler und Motion Designer oft Seite an Seite in designorientierten Produktionsstudios. Künstler für visuelle Effekte sind aufgrund ihrer hoch spezialisierten Fähigkeiten im Motion Design sehr wertvoll.

### Film
Regie und Kinematographie sind auch für das Motion Design unerlässlich. Auch wenn Motion Designer selten Talente lenken, so sind sie doch immer für die Bewegung und den Ausdruck visueller Elemente verantwortlich. Einige Motion Designer können sehr gut Live-Action inszenieren und sich fließend zwischen Live-Talenten und digitalen Medien bewegen. Kameraleute malen mit Licht und nehmen schöne Kompositionen durch ein Kameraobjektiv auf. Diese Fähigkeiten lassen sich direkt auf das Motion Design übertragen, da das Verständnis von Licht und Dunkelheit einem Designer hilft, die Fokussierung einer Szene zu steuern. Design for Motion bezieht sich stark auf die Kunst und Sprache des filmischen Storytelling. Studenten und Professionelle des Films finden Motion Design als einen zugänglichen und alternativen Ansatz zum Filmemachen.

## Der Unterschied zwischen Motion Design und Animation
Der Schlüssel zum Unterschied zwischen Motion Design und Animation ist der Zweck. Der Hauptzweck eines Animationsfilms besteht darin, anzuziehen und zu unterhalten. Er kann eine Bedeutung oder eine Botschaft enthalten, aber es gibt ein implizites Verständnis dafür, dass das Seherlebnis irgendwie Spaß macht. Andererseits kann ein Bewegungsdiagramm mit den gleichen Werkzeugen und Methoden erstellt werden, aber sein Hauptzweck ist es, einer anderen Sache einen Sinn zu geben. Es kann interessant sein und Spaß machen, aber vor allem informativ.
Während die Animation aus der Disziplin der Illustration stammt, kommen Motion Grafik aus der Disziplin des Grafikdesigns und zielen daher eher auf die Vermittlung von Informationen und visuellem Design als auf emotionale Bindung ab. Das bedeutet nicht, dass ein Sprite keine Charaktere enthalten kann oder sich emotional bewegen kann; die primäre Motivation für einen Sprite ist jedoch die visuelle Kommunikation.

## Die Vorteile von Motion-Grafik-Design
Die Vorteile von Motion Grafik sind seit mehreren Jahrzehnten anerkannt, aber die reiche Geschichte der Typografie  und des Films fehlt noch immer. Dieser Mangel an Geschichte wird jedoch die Verschmelzung dieser Disziplin mit dem virtuellen und digitalen Raum (sie nimmt bereits ein Segment davon ein), dem Fernsehen und den Filmanwendungen nicht aufhalten. Der einzige Faktor, der derzeit einer vollständigen Übernahme des digitalen Raums entgegensteht, ist das Fehlen einer einfachen Schnittstelle, die es dem (aktuellen) Publikum ermöglichen würde, die Inhalte nach seinen Bedürfnissen zu erstellen. Sobald dies erreicht ist, wird die breite Öffentlichkeit in der Lage sein, ihre E-Mail-Nachrichten mit einer Typografie zu gestalten, die Emotionen viel umfassender und effizienter vermittelt als die heute verwendeten Satzzeichen oder Emoticons.
Abgesehen von der Möglichkeit, eine große Menge an Informationen zu übertragen, hat die bewegte Grafik im digitalen Raum etwas völlig Neues geschaffen. Sie bietet dem Publikum eine andere Art der Interaktion als "gewöhnliche" statische Grafiken. In einigen Fällen bestimmt das Publikum das Erscheinungsbild und andere Merkmale der bewegten Grafik, was den Schwerpunkt der Aufmerksamkeit verlagert und die Kommunikationsmittel verändert.

## Wertschätzung
Mittlerweile gibt es einige spezielle Auszeichnungen, die die Arbeit der Motion-Designer würdigen und honorieren. So gab es 2012 die Auszeichnung TDC Title Design, die vom Type Directors Club ausgelobt wurde. Dort wurden unter anderem die Motion-Design-Sequenzen in den Filmen Final Destination 5, Sherlock Holmes (2009) und The Green Hornet gewürdigt. Ebenfalls lobt die Videoplattform vimeo im Rahmen ihrer vimeo Festival + Awards eine entsprechende Auszeichnung für Motion Graphics aus.
Mehrere Konferenzen und Festivals rund um den Globus feiern die Kreativität und Kunst von Motion-Design. Zu den bekanntesten zählen zum Beispiel das Offf-Festival und die SIGGRAPH.